# Sụ bắc
Sụ bắc hay vàng trắng Bắc Bộ, du đơn Bắc Bộ (danh pháp: Alseodaphne tonkinensis) là loài thực vật có hoa trong họ Nguyệt quế. Loài này được H.Liu miêu tả khoa học đầu tiên năm 1932.